# Liste der Monuments historiques in Outines
Die Liste der Monuments historiques in Outines führt die Monuments historiques in der französischen Gemeinde Outines auf.

## Liste der Immobilien
| Bezeichnung       | Beschreibung   | Standort                 | Kennzeichnung | Schutzstatus | Datum | Bild           |
| ----------------- | -------------- | ------------------------ | ------------- | ------------ | ----- | -------------- |
| Kirche St-Nicolas | um 1600 erbaut | Place de l’Église (Lage) | PA00078758    | Classé       | 1964  | weitere Bilder |

## Liste der Objekte
| Bezeichnung                       | Beschreibung | Standort                        | Kennzeichnung | Schutzstatus | Datum | Bild |
| --------------------------------- | --- | ------------------------------- | ------------- | ------------ | ----- | ---- |
| Prozessionsstab Heiliger Nikolaus | Holz, vergoldet, 18. Jahrhundert | in der Kirche St-Nicolas (Lage) | PM51002699    | Inscrit      | 1977  |      |
| Skulptur Heiliger Godo            | Holz, farbig gefasst, zwischen 1510 und 1520                                                                                                 | in der Kirche St-Nicolas (Lage) | PM51000616    | Classé       | 1911  |      |
| Hauptaltar                        | Altartisch und Retabel: Holz, farbig gefasst und vergoldet, 18. Jahrhundert; Gemälde Heiliger Nikolaus: Ölfarbe auf Leinwand, 1816 von Ludot | in der Kirche St-Nicolas (Lage) | PM51000619    | Classé       | 1975  |      |
| Wandvertäfelung                   | Holz, 15. Jahrhundert | in der Kirche St-Nicolas (Lage) | PM51000615    | Classé       | 1911  |      |
| Kruzifix                          | Holz, farbig gefasst, um 1500 | in der Kirche St-Nicolas (Lage) | PM51000618    | Classé       | 1975  |      |
| Taufaltar                         | Altartisch und Retabel; Holz, farbig gefasst, 18. Jahrhundert                                                                                | in der Kirche St-Nicolas (Lage) | PM51002694    | Inscrit      | 1977  |      |
| Taufbecken                        | Stein, um 1500 | in der Kirche St-Nicolas (Lage) | PM51000617    | Classé       | 1911  |      |
| Zelebrantenstuhl                  | Holz, Stoff, 18. Jahrhundert | in der Kirche St-Nicolas (Lage) | PM51000621    | Classé       | 1975  |      |
| Skulpturengruppe Taufe Christi    | Holz, 18. Jahrhundert; seit 1991 verschwunden                                                                                                | in der Kirche St-Nicolas (Lage) | PM51002695    | Inscrit      | 1977  |      |
| Kronleuchter                      | Bronze, 18. Jahrhundert | in der Kirche St-Nicolas (Lage) | PM51002697    | Inscrit      | 1977  |      |
| Sessel                            | Holz, Stoff, bestickt, 17. Jahrhundert | in der Kirche St-Nicolas (Lage) | PM51000620    | Classé       | 1975  |      |
| Prozessionsstab Madonna           | Holz, vergoldet, 18. Jahrhundert | in der Kirche St-Nicolas (Lage) | PM51002698    | Inscrit      | 1977  |      |
| Abschrankung der Taufkapelle      | Holz, 18. Jahrhundert | in der Kirche St-Nicolas (Lage) | PM51002696    | Inscrit      | 1977  |      |